# Pirates of the Sea
 Pirates of the Sea és un grup musical que va representar a Letònia al Festival de la Cançó d'Eurovisió 2008 amb la seva cançó "Wolves of the Sea". Està format per tres membres: el cantant italià Roberto Meloni, que està vivint a Letònia; la ballarina Aleksandra Kurusova, coneguda a la televisió; i el presentador de ràdio Jānis Vaišļa. Meloni ja va representar Letònia l'any anterior formant part del grup Bonaparti.lv.
La seva cançó, "Wolves of the Sea", ha estat composta per quatre compositors suecs: Jonas Liberg, Johan Sahlen, Claes Andreasson i Torbjorn Wassenius. La cançó va guanyar la primera semifinal de la seva selecció nacional per a Eurovisió, obtenint 12.010 televots, el millor resultat de les semifinals. Tanmateix, el jurat els va col·locar a la novena posició de les 10 de la primera semifinal.
L'1 de març del 2008, "Pirates of the Sea" va guanyar la final nacional, que va tenir lloc a Ventspils. Van obtenir 29.228 vots. La cançó va participar el 22 de maig a la segona semifinal del Festival de la Cançó d'Eurovisió 2008 i es va classificar per a la final del dia 24. A la semifinal van quedar sisens amb 86 punts i a la final van quedar dotzens amb 83 punts.